# Channing Tatum
Channing Tatum   (Cullman, 26 d'abril de 1980), de nom complet Channing Matthew Tatum, és un actor, productor cinematogràfic, ballarí i model estatunidenc.

## Biografia
Channig Tatum va néixer a Cullman, una petita ciutat d'Alabama. Des de ben petit va mostrar una gran habilitat física, per la qual, els seus pares van decidir apuntar-lo a diferents esports: atletisme, beisbol i futbol. Al finalitzar el novè curs el van enviar a una escola militar i allà va ser on va centrar la seva gran passió pel futbol. També va practicar kung i gor-chor kung fu, dos disciplines de les arts marcials en les que va guanyar diferents cinturons.
La primera experiència de Tatum va ser en el món de la moda. Va treballar per dissenyadors molts famosos com Emporio Armani i Dolce Gabbana. Però, la seva carrera com a actor no va començar fins a l'any 2004 quan va participar en un capítol de CSI: Miami.
Tatum té orígens americans i irlandesos. Actualment viu a Miami. Està casat amb l'actriu i ballarina Jenna Dewam, que va conèixer a la pel·lícula Step up. El 31 de maig del 2013 va néixer la seva primera i única filla, Everly Tatum.

## Trajectòria professional

### Primers anys
A més a més d'actor també va treballar de model amb Armani i Abercrombie & Ficht. Va firmar un contracte amb una agència a Miami i, poc després, va aparèixer a la portada de la revista Vogue. També va compartir el videoclip de "She Bangs" amb Ricky Martin. Va fer diversos anuncis televisius per Mountain Dew i Pepsi.
L'1 d'octubre del 2001 el van escollir com a "Fifty Shades of Beauty" per la revista "Tear sheet". Aquell mateix any va firmar amb Beatrice Model i va treballar per ella a Milà i a Itàlia, també va treballar per l'agència Ford Models a Nova York.

### Actor
Channig va aparèixer a la pantalla gran amb un drama esportiu anomenat Coach Carter (2005), protagonitzada per Samuel L. Jackson entre un gran repartiment d'actors i d'actrius afroamericans. Va continuar la seva carrera com a actor secundari a Supercross (2005), A Guide to Recognizing Your Saints (2006) i She's the man (2006).
El seu primer paper com a actor principal el va fer saltar a la fama, Step Up (2006), un musical romàntic ambientat en el món del ball. També va participar en la seqüela, Step Up 2: The Streets (2008).
El 2007 va aparèixer a la pel·lícula d'acció i drama Batalla a Seattle, dirigida per Stuart Townsend que tracta de les protestes contra la cimera de l'Organització Mundial del Comerç de 1999 a Seattle. Aquell mateix any va interpretar el personatge de Greg a la pel·lícula independent The trap, dirigida per Rita Wilson.
També va ser escollit per participar en la pel·lícula Poor Things, amb Lindsay Lohan, Shirley MacLaine, Rosario Dowson i Olympia Dukakis però va haver de deixar-la per conflictes amb la programació.
El 2008 va interpretar Steve Shriver a la pel·lícula dramàtica Sto-Loss, la qual explica les vivències sobre els soldats que van tornar a casa després d'haver anat a la guerra d'Irac. 
En els següents films va treballar amb grans noms de la indústria del cinema americà: Terrence Howard a Fighting (2009), amb Johnny Depp a Public Enemies (2009) o amb Sienna Miller a G.I. Joe (2009).
Amb Estimat John (2010), va assolir un gran èxit, ja que aquest film va desbancar Avatar en el primer lloc de la taquilla. És un drama romàntic sobre un soldat que s'enamora d'una estudiant universitària conservadora (Amanda Seyfried).
Channing va actuar amb Rachel McAdams a la pel·lícula romàntica The Vow, on va interpretar el personatge de Leo Collins. Va ser dirigida per Michael Sucsy i explica la història basada en un fet real d'una parella casada que té un greu accident de tràfic en el qual la dona, Paige, cau en coma i no recorda qui és el seu marit.
El 2012 es va estrenar Magic Mike, una pel·lícula que parla del món dels strippers, protagonitzada per Tatum i Matthew McConaughey. Més endavant es va fer la segona part, Magic Mike XXL.
El 6 de febrer del 2015, va actuar amb Mila Kunis a la pel·lícula El destí de Júpiter.

## Filmografia
| Any  | Títol                              | Paper                     | Notes               |
| ---- | ---------------------------------- | ------------------------- | ------------------- |
| 2005 | Coach Carter                       | Jason Lyle                |                     |
| 2005 | Caos (Havoc)                       | Nick                      |                     |
| 2005 | Supercross                         | Rowdy Sparks              |                     |
| 2005 | La guerra dels mons                | Noi a l'església          | No surt als crèdits |
| 2006 | She's the Man                      | Duke Orsino               |                     |
| 2006 | Step Up                            | Tyler Gage                |                     |
| 2006 | A Guide to Recognizing Your Saints | Antonio jove              |                     |
| 2007 | The Trap                           | Greg                      | Curtmetratge        |
| 2007 | Batalla a Seattle                  | Johnson                   |                     |
| 2008 | Step Up 2: The Streets             | Tyler Gage                | Cameo               |
| 2008 | Stop-Loss                          | Steve Shriver             |                     |
| 2009 | Punys d'asfalt                     | Shawn MacArthur           |                     |
| 2009 | Public Enemies                     | Pretty Boy Floyd          |                     |
| 2009 | G.I. Joe: The Rise of Cobra        | Duke / Conrad Hauser      |                     |
| 2010 | Estimat John                       | John Tyree                |                     |
| 2010 | Earth Made of Glass                |                           | Productor executiu  |
| 2011 | The Dilemma                        | Zip                       |                     |
| 2011 | The Son of No One                  | Jonathan "Milk" White     |                     |
| 2011 | The Eagle                          | Marcus Flavius Aquila     |                     |
| 2011 | 10 Years                           | Jake Bills                |                     |
| 2012 | Haywire                            | Aaron                     |                     |
| 2012 | The Vow                            | Leo Collins               |                     |
| 2012 | 21 Jump Street                     | Greg Jenko / Brad McQuaid | Productor           |
| 2012 | Magic Mike                         | Michael "Magic Mike" Lane | Productor           |
| 2013 | Side Effects                       | Martin Taylor             |                     |
| 2013 | G.I. Joe: Retaliation              | Duke / Conrad Hauser      |                     |
| 2013 | This Is the End                    | Ell mateix                | Cameo               |
| 2013 | White House Down                   | John Cale                 |                     |
| 2013 | Don Jon                            | Connor Verreaux           | Cameo               |
| 2014 | The Lego Movie                     | Superman                  | Veu                 |
| 2014 | Foxcatcher                         | Mark Schultz              |                     |
| 2014 | 22 Jump Street                     | Greg Jenko                |                     |
| 2014 | The Book of Life                   | Joaquin                   | Veu                 |
| 2015 | Jupiter Ascending                  | Caine                     |                     |
| 2015 | Magic Mike XXL                     | Magic Mike                |                     |
| 2015 | The Hateful Eight                  |                           |                     |
| 2016 | Hail, Caesar!                      | Burt Gurney               |                     |
| 2017 | Logan Lucky                        | Jimmy Logan.              |                     |

| Any  | Títol                         | Rol           | Notes                                  |
| ---- | ----------------------------- | ------------- | -------------------------------------- |
| 2004 | CSI: Miami                    | Bob Davenport | Capítol: Pro Per                       |
| 2012 | Saturday Night Live           | Ell mateix    | Capítol: Channing Tatum Bon Iver       |
| 2014 | The Simpsons                  | Ell mateix    | Veu: Capítol- Steal this episode       |
| 2014 | Running Wild with Bear Grylls | Ell mateix    | Temporada 1, capítol 3, Channing Tatum |
| 2016 | Idiositter                    | Trick Malloy  | Capítol: Hos before Bros               |

| Any  | TÍtol original | Intèrpret    |
| ---- | -------------- | ------------ |
| 2000 | She bangs      | Ricky Martin |